# إليزابيث تشارلستون
إليزابيث تشارلستون (بالإنجليزية: Elizabeth Charleston)‏ هي رسامة أمريكية، ولدت في 1910 في سان فرانسيسكو في الولايات المتحدة، وتوفيت في 8 أبريل 1997 في سان رافاييل في الولايات المتحدة.